# سفارت اسواتینی در واشینگتن
سفارت اسواتینی در واشینگتن (به انگلیسی: Embassy of Eswatini) یک منطقهٔ مسکونی و نمایندگی سیاسی این کشور در ایالات متحده آمریکا است که در واشینگتن، دی.سی. واقع شده‌است.